# Kurdistans flag
Kurdistans flag (kurdisk: Alaya Kurdistanê) dukkede først op under den kurdiske uafhængighed fra det Osmanniske Rige. Det siges, at flaget er blevet skabt af organisationen Xoybûn i 1920'erne.
Flaget har tre horisontale striber. Øverste stribe er rød, midterste stribe er hvid, og nederste stribe er grøn. I midten af flaget er der en sol med 21 solstråler, som symboliserer nytåret Newroz.
Rød: De kurdiske martyrers blod og den fortsatte kamp for frihed og værdighed.
Grøn: Landskaberne i Kurdistan.
Hvid: Fred og lighed
Gul: Livets kilde og folkets lys.
En tidligere udgave af flaget blev brugt af Ararats republik i Tyrkiet gennem perioden 1927-1931. Det nuværende kurdiske flag er bandlyst i Syrien og Iran. I Tyrkiet forstås det som en kriminel handling at hejse flaget.

## Brug af andre flag i irakisk Kurdistan
For nylig har Massoud Barzani forbudt brug af Iraks officielle flag på regeringsbygninger i det kurdiske område. Flaget må dog stadig benyttes af politiske partier.
Det nuværende kurdiske flag eller Iraks tidligere flag (1959-1963) er ikke omfattet af forbuddet.
Iraks premierminister Nouri al-Maliki havde en kommentar om forbuddet mod det irakiske flag:
| Citat           | Det nuværende irakiske flag er det eneste flag, som må hejses på hver en tomme af Iraks jord, indtil parlamentet tager en beslutning om overensstemmelse. | Citat |
| Nouri al-Maliki | |       |

Kort tid efter svarede Barzani de irakisk-arabiske ledere, der gjorde modstand mod hans ordre om forbud mod det irakiske flag. I en tale i det irakisk-kurdiske parlament sagde han:
| Citat           | De, som fordømmer det kurdiske flag er chauvinister, som flygter fra deres indre problemer. De er tabere. De er ikke regenter eller statsmænd. De kan ikke styre deres egen region, og de vil skabe Kurdistan ligesom deres egne regioner. | Citat |
| Massoud Barzani | |       |

Den tyrkiske premierminister (nu præsident) Abdullah Gül sagde i et interview med NTV Turkey:
| Citat        | De, som gør dette, må indse hvor farligt dette forløb er. Hvis Irak er villig til at acceptere et flag, som ikke selv kan vajes på sit eget område, er det slut. | Citat |
| Abdullah Gül | |       |

Dog, efter det irakiske flags skift i 2008, blev det nye irakiske flag hejst over det kurdiske parlament.

## Tidligere flag brugt af kurdere
- Kongeriget Kurdistans flag i perioden 1922-1924
- Emiratet Sorans flag